# ها كانغ-جين
ها كانغ-جين (هانغل: 하강진) هو لاعب كرة قدم كوري جنوبي في مركز حراسة المرمى، ولد في 30 يناير 1989 في Gochang County ‏ في كوريا الجنوبية. شارك مع منتخب كوريا الجنوبية لكرة القدم. أما مع النوادي، فقد لعب مع سوون سامسونغ بلووينغز ونادي سونغنام.

## وصلات خارجية
- ها كانغ-جين على موقع دوري كوريا الجنوبية (الإنجليزية)
- ها كانغ-جين على موقع قاعدة بيانات كرة القدم.إي يو (الإنجليزية)
- ها كانغ-جين على موقع Soccerway.com (الإنجليزية)